# Cecil, Ohio
Cecil là một làng thuộc quận Paulding, tiểu bang Ohio, Hoa Kỳ. Năm 2010, dân số của làng này là 188 người.

## Dân số
- Dân số năm 2000: 216 người.
- Dân số năm 2010: 188 người.